# Mundialito de futebol de 1980
A Copa de Ouro dos Campeões Mundiais (Copa de Oro de Campeones Mundiales), mais conhecida como Mundialito, foi um campeonato de seleções de futebol realizado no Uruguai, entre 1980 e 1981, pela Asociación Uruguaya de Fútbol.
Atualmente é considerado um torneio amistoso, porém, quando foi feito era considerado oficial.[carece de fontes?] A AUF considera esse torneio como oficial.

## História
O campeonato se realizou entre 30 de dezembro de 1980 e 10 de janeiro de 1981 na cidade de Montevidéu. Esse campeonato foi uma comemoração aos 50 anos da disputa da primeira Copa do Mundo em 1930 no próprio Uruguai. Essa competição teve muita repercussão na época, com boa média de gols e grande média de público. Ausente apenas a Inglaterra, participaram todas as demais seleções campeãs mundiais de até então (Uruguai, Itália, Alemanha Ocidental, Brasil e Argentina), além da Holanda (vice-campeã mundial nas últimas duas Copas).
Todos os jogos foram realizados no estádio Centenário, com cobertura para toda América do Sul e Europa.
A final foi um jogo tenso, em que a Seleção do Uruguai venceu por 2 a 1 a Seleção Brasileira, dirigida por Telê Santana. Esta, com a base que disputaria a Copa do Mundo de 1982 como uma das favoritas.
O uruguaio Waldemar Victorino foi o artilheiro do campeonato com 3 gols marcados. Rubén Paz, também da equipe vencedora, foi escolhido como o melhor jogador da competição. O treinador campeão foi Roque Máspoli.
Foi em uma partida da competição o único gol de Diego Maradona contra a Seleção do Brasil.

## Participantes
| Equipe             | Confederação | Qualificação                                       | Data da qualificação |
| ------------------ | ------------ | -------------------------------------------------- | -------------------- |
| Uruguai            | CONMEBOL     | Campeão da Copa do Mundo FIFA de 1930 e 1950       | 30 de julho de 1930  |
| Itália             | UEFA         | Campeão da Copa do Mundo FIFA de 1934 e 1938       | 10 de junho de 1934  |
| Alemanha Ocidental | UEFA         | Campeão da Copa do Mundo FIFA 1954 e 1974          | 4 de julho de 1954   |
| Brasil             | CONMEBOL     | Campeão da Copa do Mundo FIFA de 1958, 1962 e 1970 | 29 de junho de 1958  |
| Argentina          | CONMEBOL     | Campeão da Copa do Mundo FIFA de 1978              | 25 de junho de 1978  |
| Países Baixos      | UEFA         | Vice-campeão da Copa do Mundo FIFA de 1974 e 1978  | -                    |

## Regulamento
O Mundialito era formado por dois grupos com três seleções, cada. As equipes de cada grupo jogaram entre si em turno único. Os primeiros colocados fizeram a final.

## Grupos
Em negrito, classificados.

### Grupo A

#### Classificação
| # | Seleção       | Pts | V | E | D | GP | GC | SG |
| - | ------------- | --- | - | - | - | -- | -- | -- |
| 1 | Uruguai       | 4   | 2 | 0 | 0 | 4  | 0  | +4 |
| 2 | Países Baixos | 1   | 0 | 1 | 1 | 1  | 3  | -2 |
| 2 | Itália        | 1   | 0 | 1 | 1 | 1  | 3  | -2 |

#### Jogos
| 30 de dezembro de 1980 | Uruguai                   | 2–0 | Países Baixos | Montevidéu, Estádio Centenário Árbitro: Enrique Labo (Peru) Público: 65,000 |
|                        | Ramos 31' · Victorino 45' |     |               |                                                                             |

| 3 de janeiro de 1981 | Uruguai                     | 2–0 | Itália | Montevidéu, Estádio Centenário Árbitro: Emilio Guruceta (Espanha) Público: 55,000 |
|                      | Morales 67' · Victorino 81' |     |        |                                                                                   |

| 6 de janeiro de 1981 | Itália       | 1–1 | Países Baixos | Montevidéu, Estádio Centenário Árbitro: Franz Wöhrer (Áustria) Público: 15,000 |
|                      | Ancelotti 7' |     | Peters 15'    |                                                                                |

### Grupo B

#### Classificação
| # | Seleção            | Pts | V | E | D | GP | GC | SG |
| - | ------------------ | --- | - | - | - | -- | -- | -- |
| 1 | Brasil             | 3   | 1 | 1 | 0 | 5  | 2  | +3 |
| 2 | Argentina          | 3   | 1 | 1 | 0 | 3  | 2  | +1 |
| 3 | Alemanha Ocidental | 0   | 0 | 0 | 2 | 2  | 6  | -4 |

#### Jogos
| 1 de janeiro de 1981 | Argentina            | 2–1 | Alemanha Ocidental | Montevidéu, Estádio Centenário Árbitro: Augusto Castillo (Espanha) Público: 60,000 |
|                      | Kaltz 84' · Díaz 88' |     | Hrubesch 41'       |                                                                                    |

| 4 de janeiro de 1981 | Brasil       | 1–1 | Argentina    | Montevidéu, Estádio Centenário Árbitro: Erich Linemayr (Áustria) Público: 60,000 |
|                      | Edevaldo 47' |     | Maradona 30' |                                                                                  |

| 7 de janeiro de 1981 | Brasil                                                 | 4–1 | Alemanha Ocidental | Montevidéu, Estádio Centenário Árbitro: Juan Silvagno (Chile) Público: 50,000 |
|                      | Júnior 56' · Cerezo 61' · Serginho 76' · Zé Sérgio 82' |     | Allofs 54'         |                                                                               |

## Final
| 10 de janeiro de 1981 | Uruguai                     | 2–1 | Brasil       | Montevidéu, Estádio Centenário Árbitro: Erich Linemayr (Áustria) Público: 71,250 |
|                       | Barrios 50' · Victorino 80' |     | Sócrates 62' |                                                                                  |

| Uruguai | Brasil |

| URUGUAI:      |  |                 |  |      |
|               |  |                 |  |      |
| G             |  | Rodríguez (C)   |  |      |
| LD            |  | Diogo           |  |      |
| Z             |  | Olivera         |  |      |
| Z             |  | De León         |  |      |
| LE            |  | Martínez        |  |      |
| M             |  | Krasouski       |  |      |
| M             |  | De La Peña 36b' |  |      |
| M             |  | Paz             |  |      |
| M             |  | Ramos           |  |      |
| A             |  | Victorino       |  |      |
| A             |  | Morales         |  |      |
| Substituição: |  |                 |  |      |
| A             |  | Barrios         |  | 36a' |
| Treinador:    |  |                 |  |      |
| Roque Máspoli |  |                 |  |      |

| BRASIL:       |  |               |  |     |
|               |  |               |  |     |
| G             |  | João Leite    |  |     |
| LD            |  | Edevaldo      |  |     |
| Z             |  | Oscar         |  |     |
| Z             |  | Luizinho      |  |     |
| LE            |  | Junior        |  |     |
| M             |  | Batista       |  |     |
| M             |  | Sócrates (C)  |  |     |
| M             |  | Cerezo        |  |     |
| A             |  | Paulo Isidoro |  |     |
| A             |  | Tita 51b'     |  |     |
| A             |  | Zé Sérgio     |  | 81' |
| Substituição: |  |               |  |     |
| A             |  | Serginho      |  | 51' |
| A             |  | Éder          |  | 81' |
| Treinador:    |  |               |  |     |
| Telê Santana  |  |               |  |     |

## Premiação
| Campeão da Copa de Ouro dos Campeões Mundiais |
| --------------------------------------------- |
| Uruguai Primeiro Título                       |

## Classificação final
- 1º lugar:  Uruguai
- 2º lugar:  Brasil
- 3º lugar:  Argentina
- 4º lugar:  Itália*
- 4º lugar:  Países Baixos*
- 6º lugar:  Alemanha Ocidental

*empate

## Artilharia
3 gols
- Waldemar Victorino

1 gol
- Horst Hrubesch
- Klaus Allofs
- Horst Hrubesch
- Ramón Díaz
- Diego Maradona
- Edevaldo
- Junior
- Serginho
- Sócrates
- Toninho Cerezo
- Zé Sérgio
- Jan Peters
- Carlo Ancelotti
- Jorge Barrios
- Julio Morales
- Venancio Ramos

Gol contra

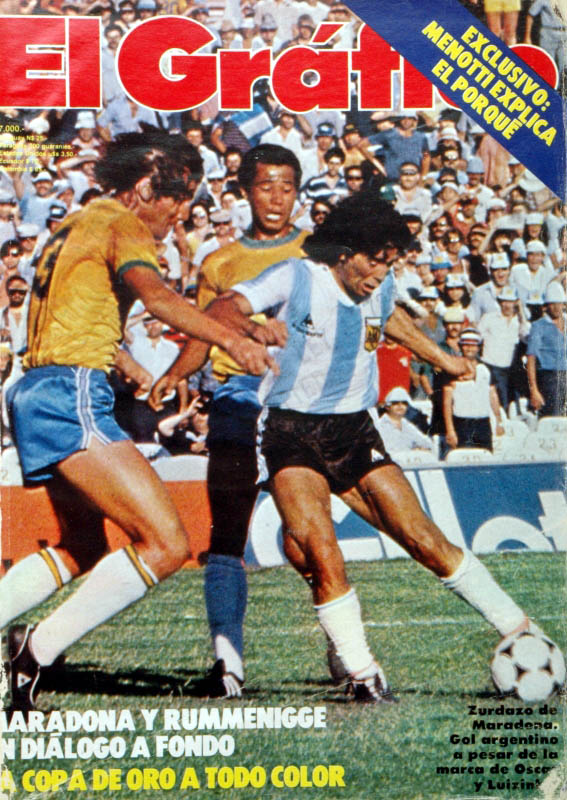
Capa da revista esportiva argentina El Gráfico a dar destaque à partida Brasil x Argentina durante o Mundialito

- Manfred Kaltz (para a Argentina)

## Assistências
2 Assistências
- Hansi Müller
- Venancio Ramos

1 Assistência
- Julio Morales
- Ariel Krasouski
- Waldemar Victorino
- Roberto Pruzzo
- Bennie Wijnstekers
- Diego Maradona
- Juan Barbas
- Renato Pé Murcho
- Edevaldo
- Serginho Chulapa
- Sócrates

## Premiações individuais

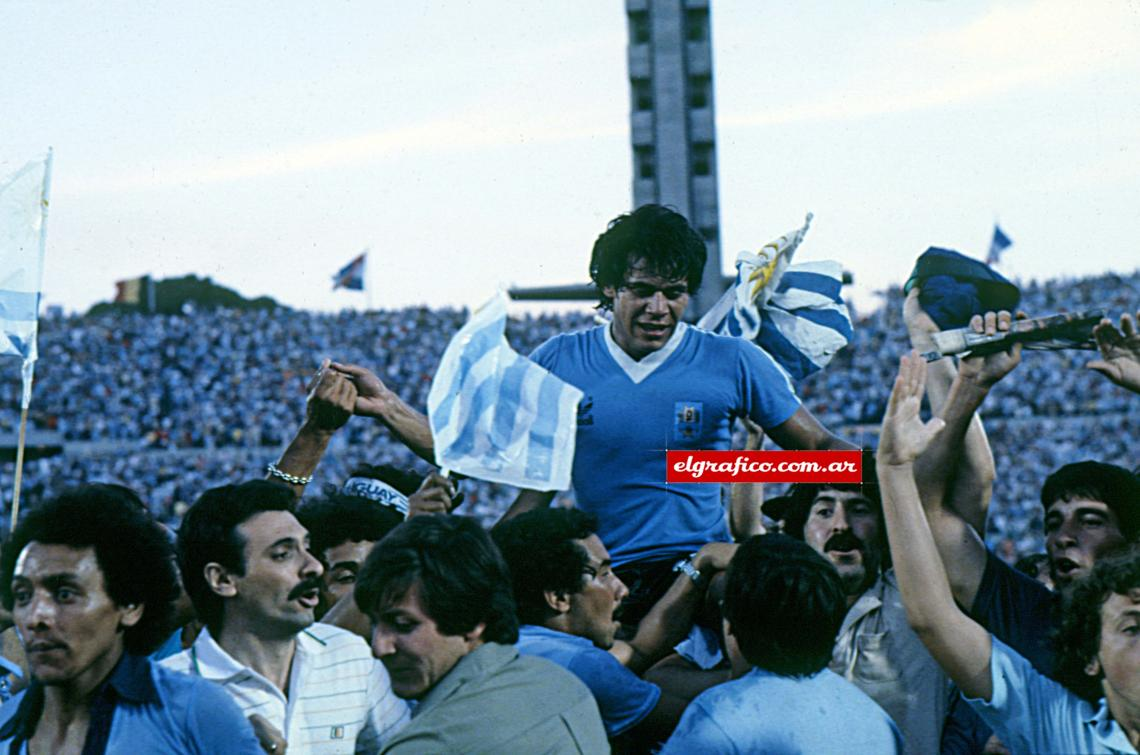
O uruguaio Rubén Paz, escolhido como o melhor jogador do Mundialito

### Melhor jogador da competição
- Rubén Paz

### Melhor treinador
- Roque Máspoli

## Filme
Em novembro de 2010, estreou nos cinemas um filme documentário sobre o Mundialito, chamado Mundialito, o filme. A obra, lançada no ano do 30º aniversário da conquista, aborda o conturbado cenário político uruguaio, em contraste com o clima festivo do campeonato.

## Ver Também
- Copa Intercontinental de Seleções